# Buffles du Borgou FC
Buffles du Borgou Football Club w skrócie Buffles du Borgou FC – beniński klub piłkarski, grający w pierwszej lidze benińskiej, mający siedzibę  w mieście Parakou.

## Sukcesy
- Moovligue 1[1]:
  - mistrzostwo (5): 1980, 1992, 2014, 2017, 2019.

- Puchar Beninu[2]
  - zwycięstwo (4): 1979, 1982, 2001, 2021.

## Stadion
Domowe mecze klub rozgrywa na stadionie o nazwie Stade Municipal de Parakou w Parakou. Stadion może pomieścić 7000 widzów.

## Występy w afrykańskich pucharach
| Sezon     | Rozgrywki                 | Runda   | Kraj                     | Klub                  | Dom | Wyjazd | Dwumecz |
| --------- | ------------------------- | ------- | ------------------------ | --------------------- | --- | ------ | ------- |
| 1980      | Puchar Zdobywców Pucharów | 1       | Togo                     | OC Agaza              | 1–2 | 3–5    | 4–7     |
| 1983      | Puchar Zdobywców Pucharów | 1       | Wybrzeże Kości Słoniowej | ASEC Mimosas          | 2–1 | 1–4    | 3–5     |
| 1993      | Puchar Mistrzów           | wstępna | Angola                   | CD Primeiro de Agosto | –   | –      | –       |
| 2015      | Liga Mistrzów             | wstępna | Nigeria                  | Enyimba FC            | 0–1 | 0–3    | 0–4     |
| 2018      | Liga Mistrzów             | wstępna | Wybrzeże Kości Słoniowej | ASEC Mimosas          | 1–1 | 2–3    | 3–4     |
| 2019/2020 | Liga Mistrzów             | wstępna | Togo                     | ASC Kara              | 1–1 | 0–1    | 1–2     |
| 2020/2021 | Liga Mistrzów             | wstępna | Algieria                 | MC Algier             | 1–1 | 1–5    | 2–6     |
| 2021/2022 | Puchar Konfederacji       | wstępna | Maroko                   | FAR Rabat             | 0–0 | 1–3    | 1–3     |
| 2022/2023 | Puchar Konfederacji       | wstępna | Sierra Leone             | Kallon FC             | 0–1 | 0–3    | 0–4     |